# シンケンフレッカール

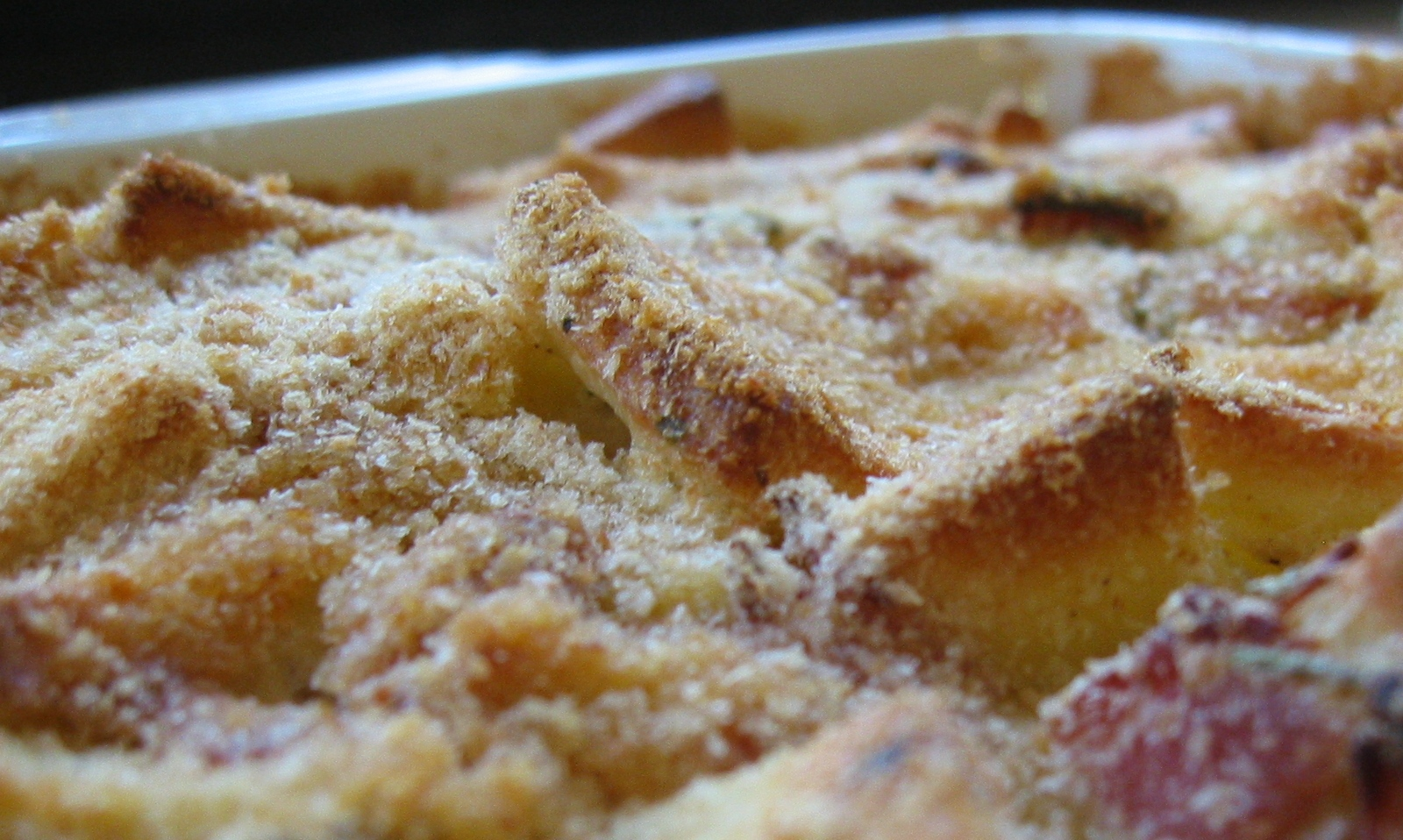
シンケンフレッカール

シンケンフレッカール（ドイツ語（オーストリア） Schinkenfleckerl）はオーストリアの料理で、ハムとパスタの炒め物のこと。シンケンはハム、フレッカール Fleckerl （指小詞 -erl, -erle は南部のドイツ語方言の特徴）とは、長方形・角型の卵入りパスタのこと。なお、中部ドイツ語・ベルリン方言でフレック Fleck といえば、刻んだ牛の臓物のことである。

## フレッカール
フレッカールはまた、犬・猫・ウサギなど小動物のペットの名前としても用いられる。これはファルフェルと共通した特徴である。
フレッカールとは本来、小さな点や染みを表す言葉である。